# Lucrezia Elena Cevoli
Florida Cevoli, OSCCap, rodným jménem Lucrezia Elena Cevoli (11. listopadu 1685, Pisa – 12. června 1767, Città di Castello) byla italská římskokatolická řeholnice Řádu klarisek-kapucínek, působící jako abatyše svého kláštera. Katolická církev ji uctívá jako blahoslavenou.

## Život
Narodila se dne 11. listopadu 1685 v Pise hraběti Curziovi a hraběnce Lauře della Seta. V roce 1697 bylo její vzdělání svěřeno sestrám z koleje při kostele San Martino v Pise.
V roce 1703 po oznámení že chce vstoupit do řeholního života Cosimo III. prohlásil, že „neuspěje“, protože si byl jistý, že nepřekoná obtíže tak odlišného a strohého života namísto pohodlného života, který vedla jako šlechtična. První požádání o přijetí do kláštera Řádu klarisek-kapucínek v Città di Castello pro ni bylo obtížné, jelikož tamní novicmistrně sv. Veronica Giuliani byla zpočátku nakloněna ji nepřijmout kvůli obavám, zda jako šlechtična zvládne prostý život s odříkáním v klášteře. Přesto byla nakonec přijata, protože měla upřímné povolání, a 8. června 1703 zahájila svůj noviciát. Dne 10. června 1705 složila své řeholní sliby.
V roce 1716 se abatyší kláštera stala sv. Veronica Giuliani, načež byla Cevoli jmenována její vikářkou. Po Giulianině smrti byla zvolena její nástupkyní ve funkci abatyše kláštera v Città di Castello. Pokračovala v práci své předchůdkyně a propagovala proces jejího svatořečení.
Zemřela dne 12. června 1767 v Città di Castello po měsíci palčivé horečky.

## Úcta
Její beatifikační proces započal dne 1. června 1838, čímž obdržela titul služebnice Boží. Dne 19. června 1910 ji papež sv. Pius X. podepsáním dekretu o jejích hrdinských ctnostech prohlásil za ctihodnou. Dne 13. června 1992 byl uznán zázrak na její přímluvu, potřebný pro její blahořečení.
Blahořečena pak byla dne 16. května 1993 na Svatopetrském náměstí papežem sv. Janem Pavlem II.
Její památka je připomínána 12. června. Bývá zobrazována v řeholním oděvu.